# Belgian Champ Car Grand Prix 2007
Belgian Champ Car Grand Prix 2007 var den elfte deltävlingen i Champ Car 2007. Racet kördes den 26 augusti på Zolder i Belgien. Sébastien Bourdais fortsatte sin spurt mot sin fjärde raka titel i serien, genom att ta sin sjätte seger för säsongen. Bruno Junqueira tog en överraskande andraplats, medan Graham Rahal blev trea för andra racet i rad. Dan Clarke blev avstängd för resten av tävlingshelgen, efter att ha bedömts orsakat en masskrasch under en fri träning.

## Slutresultat
| Plats | Förare             | Team                      | Grid | Kvaltid  |
| ----- | ------------------ | ------------------------- | ---- | -------- |
| 1     | Sébastien Bourdais | Newman/Haas Racing        | 1    | 1.12,821 |
| 2     | Bruno Junqueira    | Dale Coyne Racing         | 4    | 1.13,313 |
| 3     | Graham Rahal       | Newman/Haas Racing        | 13   | 1.13,822 |
| 4     | Will Power         | Team Australia            | 2    | 1.13,194 |
| 5     | Justin Wilson      | RuSPORT                   | 5    | 1.13,327 |
| 6     | Oriol Servià       | Forsythe Racing           | 10   | 1.13,720 |
| 7     | Robert Doornbos    | Minardi Team USA          | 3    | 1.13,067 |
| 8     | Neel Jani          | PKV Racing                | 9    | 1.13,555 |
| 9     | Alex Tagliani      | Rocketsports Racing       | 6    | 1.13,384 |
| 10    | Paul Tracy         | Forsythe Racing           | 7    | 1.13,407 |
| 11    | Katherine Legge    | Dale Coyne Racing         | 14   | 1.13,987 |
| 12    | Simon Pagenaud     | Team Australia            | 8    | 1.13,436 |
| 13    | Jan Heylen         | Conquest Racing           | 11   | 1.13,768 |
| 14    | Alex Figge         | Pacific Coast Motorsports | 17   | 1.14,744 |
| 15    | Ryan Dalziel       | Pacific Coast Motorsports | 16   | 1.14,002 |
| 16    | Tristan Gommendy   | PKV Racing                | 15   | 1.13,995 |
| 17    | Mario Domínguez    | Minardi Team USA          | 12   | 1.13,810 |